# Harald Berg
Harald Berg (* 9. listopadu 1941 Bodø) je bývalý norský fotbalista, záložník. V roce 1965 byl nejlepším střelcem norské fotbalové ligy. V roce 1983 byl krátce trenérem FK Bodø/Glimt.

## Fotbalová kariéra
Začínal v norském klubu FK Bodø/Glimt. V norské lize hrál za FK Lyn, se kterým získal v roce 1968 mistrovský titul a v letech 1967 a 1968 norský fotbalový pohár. Od roku 1969 působil v nizozemské Eredivisie v týmu ADO Den Haag. V roce 1974 se vrátil do Norska do v té době druholigového mateřského klubu FK Bodø/Glimt, se kterým vyhrál v roce 1975 norský fotbalový pohár a v roce 1976 postoupil do norské nejvyšší soutěže. V Poháru mistrů evropských zemí nastoupil ve 2 utkáních, v Pohárů vítězů pohárů nastoupil ve 12 utkáních a dal 4 góly a v Poháru UEFA a Veletržním poháru nastoupil v 6 utkáních. Za reprezentaci Norska nastoupil v letech 1964–1974 ve 43 utkáních a dal 12 gólů.

## Ligová bilance
| Ročník              | Zápasy | Góly | Klub          |
| ------------------- | ------ | ---- | ------------- |
| 1. norská liga 1965 | 17     | 19   | FK Lyn        |
| 1. norská liga 1966 | 17     | 4    | FK Lyn        |
| 1. norská liga 1967 | 18     | 14   | FK Lyn        |
| 1. norská liga 1968 | 17     | 19   | FK Lyn        |
| Eredivisie 1969/70  | 34     | 18   | ADO Den Haag  |
| Eredivisie 1970/71  | 26     | 9    | ADO Den Haag  |
| Eredivisie 1971/72  | 33     | 11   | FC Den Haag   |
| Eredivisie 1972/73  | 34     | 10   | FC Den Haag   |
| 1. norská liga 1977 | 22     | 2    | FK Bodø/Glimt |
| 1. norská liga 1978 | 21     | 7    | FK Bodø/Glimt |
| 1. norská liga 1979 | 19     | 3    | FK Bodø/Glimt |
| 1. norská liga 1980 | –      | –    | FK Bodø/Glimt |
| CELKEM Eredivisie   | 127    | 48   |               |